# Anglo-Dane
Anglo-Dane war eine dänische Automarke.

## Unternehmensgeschichte
Das Unternehmen H. C. Fredericksen aus Kopenhagen begann 1902 mit der Produktion von Automobilen. 1917 wurde die Produktion nach etwa 70 hergestellten Exemplaren eingestellt. Im gleichen Jahr schlossen sich Anglo-Dane, Jan und Thrige zur De forenede Automobilfabriker zusammen, um bis 1945 Lastkraftwagen unter dem Namen Triangel anzubieten.

## Fahrzeuge
Das erste Modell besaß einen Einzylinder-Einbaumotor von Kelecom. Später kamen eigene Einzylindermotoren und Zweizylindermotoren zum Einsatz. Unter anderem gab es 1908 ein Zweizylindermodell in der Karosserieform Landaulet.